# Stelis coarctaca
Stelis coarctaca är en orkidéart som beskrevs av Carlyle August Luer. Stelis coarctaca ingår i släktet Stelis och familjen orkidéer. Inga underarter finns listade i Catalogue of Life.